# 自由競争
自由競争（じゆうきょうそう）とは経済学用語の一つ。市場において、国家や政府などの制限（規制）や干渉がなく、多数の販売者と需要者によって自由に経済活動が行われているような状態を言う。
自由競争が行われている場合には、理論上販売者と需要者の互いがより大きな利益を得るということが事業の目標となり、このことから消費者はより良い商品をより安く手軽に入手できる消費活動を営むことが可能になる。このため、一部の販売者が利権を守るためのカルテルや談合などの行為は避けるべき行為と位置付けられる。自由競争が成り立つ理想的な状態に近づけるために、独占禁止法や公正取引といった概念が近代経済学に取り入れられている。